# Мустансир

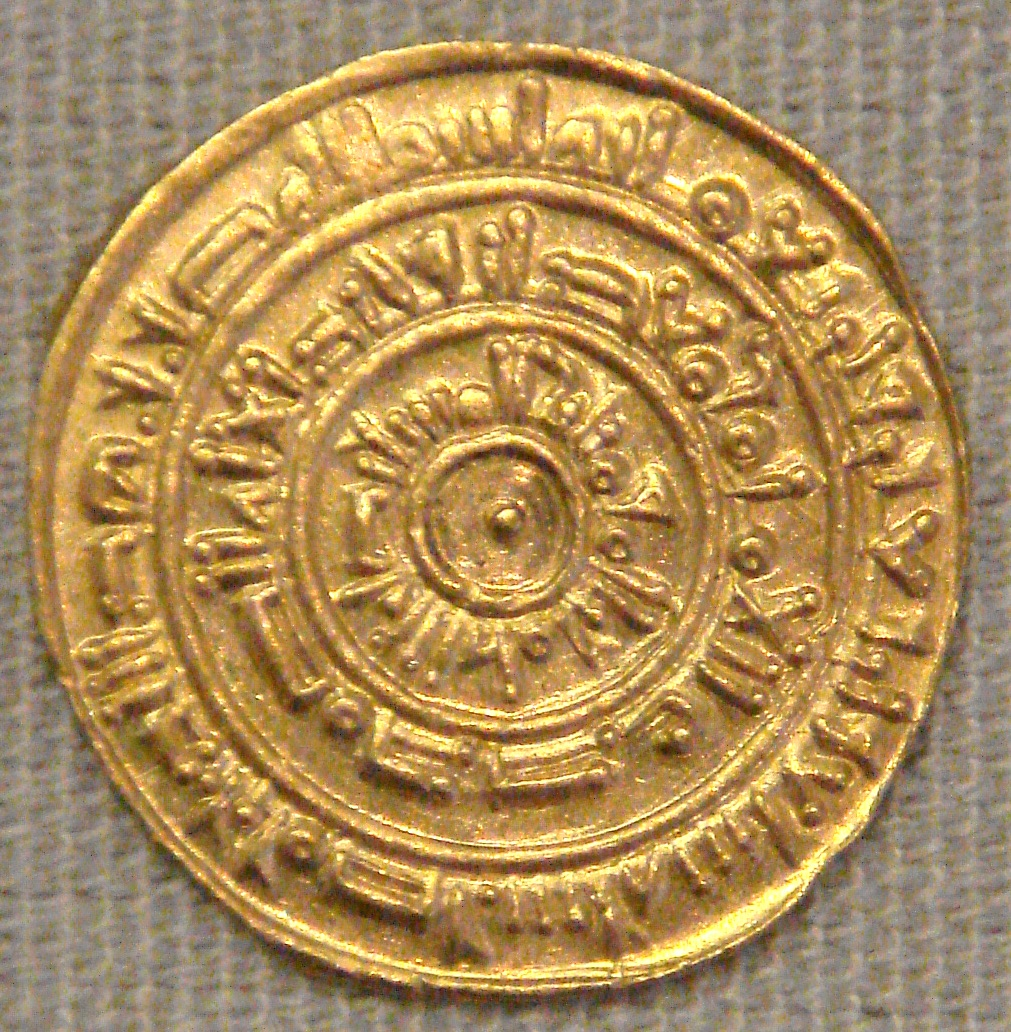
Золота монета Мунтасира, 1055 р.

Абу Тамім Маад аль Мустансир (араб. المستنصر) (*5 червня 1029 — 10 січня 1094) — ісмаїлітський халіф з династії Фатімідів. Правив Фатімідським халіфатом з 1036 до 1094. Оголосив своїм наступником не старшого сина — Абу Мансур Нізара, а молодшого — Абу аль Касіма Ахмада, що спричинило розкол в ісмаїлізмі на нізаритів і мусталітів.

## Правління
Батько Мустансира, Алі аз-Захір помер від чуми в 1067 р. Мустансир успадкував трон у віці восьми років. Його мати, рабиня-негритянка, спираючись на негритянську гвардію, кількість якої сягала 50 тис. осіб, стала правити від його імені. Центральна влада невдовзі суттєво послабилась. Придворні інтриги, вбивство міністрів та інших високопосадовців, заколоти та повстання стали буденністю. Влада Фатімідів в Сирії, що за аз-Захіра досягла свого апогею, практично була втрачена. Знову здобув незалежність Халеб, з-під контролю постійно виходив Дамаск. В 1048 (за іншими даними, в 1051 р.) туніський емір остаточно порвав з Каїром і визнав владу багдадських Аббасидів. В Алжирі тоді ж вкоренилась самостійна династія Хаммадідів, а Марокко підпало під владу Альморавідів. Під владою Фатімідів на заході лишались лише Барка і Триполі.
Становище Мунтасира ускладнилося внутрішнім протистоянням. В 1066 р. розгорнулась внутрішня війна між тюрками та негритянською гвардією. Міжусобиці, що супроводжувалися страшним голодом та епідемією чуми тривали впродовж семи років. Впродовж цього періоду загинуло практично три чверті населення. Країна була спустошеною. В полум'ї боротьби була розграбована унікальна бібліотека Фатімідів, що нараховувала 100 тис. рукописів.
У 1067 р. тюрки здобули остаточну перемогу над негритянською гвардією, прогнавши її до Верхнього Єгипту. Зрештою вони встановили для себе величезну платню — халіф витрачав 400 тис. динарів на місяць замість 28 тис. Згодом йому довелося розпродати всі свої скарби та спустошити скарбницю.
Попри все військові дії супроти зовнішніх супротивників лише послаблювались. У 1071 р. нормани завоювали Сицилію. Того ж року сельджуки захопили Єрусалим. Завойовники були ревними сунітами, тому місцеве населення їх підтримало.
Муситансир не міг опанувати ситуацію, тому в 1073 р. передав повноваження головнокомандувача своєму наміснику Акки — вірменину Бадру аль Джамалі. В 1074 р. він прибув до Каїру і наказав знищити головних тюркських емірів. Навівши порядок у столиці, контролював арабів, негрів і берберів, взяв штурмом Олександрію, потім підпорядкував собі Саїд і Асуан. Після цього отримав від халіфа одразу три посади: візира, головнокомандувача й голови ісмаїлітських місіонерів, впродовж тридцяти років реально правив країною.
Ситуація у Сирії також стабілізувалася. В 1076 р. сельджуки на чолі з Атсизом ібн Уваком аль-Хорезмі захопили Дамаск, але у 1077 році війська халіфа у битві біля Каїра завдали нищівної поразки Атсизу. Владу Фатимідів було відновлено над Палестиною та взято в облогу Дамаск. Проте прибуття Тутуша ібн Аль-Арслана змінило ситуацію — халіфські війська вимушені були відступити від Дамаску та з Сирії загалом.
Невдовзі єдина сельджуцька імперія розпалася. Бадру аль Джамалі вдалося у 1089 р. повернути Акку, Тир і створити в Палестині буферну зону між Сирією та Єгиптом.
Абу Тамім Маад аль Мустансир увійшов у історію тим, що передав спадкову владу халіфа не старшому сину — Абу Мансур Нізару, а молодшому — Абу аль Касиму Ахмаду, що стало приводом для розколу серед ісмаїлітів.